# Sygdommen til Døden
 Der er for få eller ingen kildehenvisninger i denne artikel, hvilket er et problem. Du kan hjælpe ved at angive troværdige kilder til de påstande, som fremføres i artiklen.

Sygdommen til Døden er en bog skrevet af den danske filosof og teolog Søren Kierkegaard og udgivet i 1849 under pseudonymet Anti-Climacus. Den handler om Kierkegaards begreb om eksistentiel fortvivlelse, som han sætter lig med det kristne begreb om synd.
Ifølge Kierkegaard er en person "fortvivlet", hvis han ikke tilslutter sig Gud. På denne måde mister han sit selv. Kierkegaard definerer det menneskelige selv i bogens berømte åbningsafsnit, der af nogle betragtes som en parodi på G.W.F. Hegels og de øvrige tyske idealisters snørklede skrivestil:
"Mennesket er Aand. Men hvad er Aand? Aand er Selvet. Men hvad er Selvet? Selvet er et Forhold, der forholder sig til sig selv, eller er det i Forholdet, at Forholdet forholder sig til sig selv; Selvet er ikke Forholdet, men at Forholdet forholder sig til sig selv. Mennesket er en Synthese af Uendelighed og Endelighed, af det Timelige og det Evige, af Frihed og Nødvendighed, kort en Synthese. En Synthese er et Forhold mellem To. Saaledes betragtet er Mennesket endnu intet Selv."
Det menneskelige selv er en syntese mellem det begrænsede og det ubegrænsede, det mulige og det faktiske og kan identificeres med den dialektiske, balancerende akt mellem disse modstridende led, relationen. At ikke være fortvivlet er at have forsonet det begrænsede med det ubegrænsede, at eksistere i bevidsthed om ens eget selv og om Gud. Specielt definerer Kierkegaard det modsatte af fortvivlelse som tro, hvilket han beskriver ved det følgende: "i at forholde sig til sig selv og i at ville være sig selv grunder Selvet gjennemsigtigt i den Magt, som satte det".
Bogen beskriver et antal måder, hvorpå mennesker vender sig fra selvet og fra Gud, og antyder et sted, at nogle mennesker er stolte af deres fortvivlelse og lader den stå som et eksempel på Guds fejlbarlighed ligesom en fejl i et manuskript som nægter at blive rettet. Denne tekst er en af hovedårsagerne til at Kierkegaard defineres som en eksistentialist, da han illustrerer måder hvorpå ens subjektive selvopfattelse bidrager til ens objektive identitet, som han så som et samarbejde med Gud i den kreative proces.[kilde mangler]

## Sjælens tredeling
Kierkegaard skrev i Sygdommen til Døden, at sjælen kan deles i tre: kælderen, stuen og første sal.
"Dersom man vilde tænke sig et Huus, bestaaende af Kjælder, Stue og første Sal, saaledes beboet, eller saaledes indrettet, at der var eller det var beregnet paa en Stands-Forskjel mellem Beboerne i hver Etage – og dersom man vilde sammenligne det at være Menneske med et saadant Huus: saa er desto være dette Sørgelige og Latterlige de fleste Menneskers Tilfælde, at de i deres eget Huus foretrække at boe i Kjælderen. Ethvert Menneske er den sjelelig-legemlige Synthese anlagt til at være Aand, dette er Bygningen; men han foretrækker at boe i Kjælderen, det er, i det Sandseliges Bestemmelser. Og han foretrækker ikke blot at boe i Kjælderen, nei, han elsker det i den Grad, at han bliver forbittret, naar Nogen vil foreslaae ham at indtage Belle-Etagen, som staaer ledig til hans Disposition – thi det er jo i hans eget Huus han boer".